# Termas romanas de Cabo Trafalgar
Las termas romanas de Cabo Trafalgar son los restos de un complejo termal situado en Los Caños de Meca, Cádiz. Construidas posiblemente en el siglo V, fueron halladas en mayo de 2021 en las dunas que rodean el cabo Trafalgar.
En la actualidad los restos han sido cubiertos para su protección. La intención es continuar con las excavaciones a partir del otoño de 2021.

## El complejo

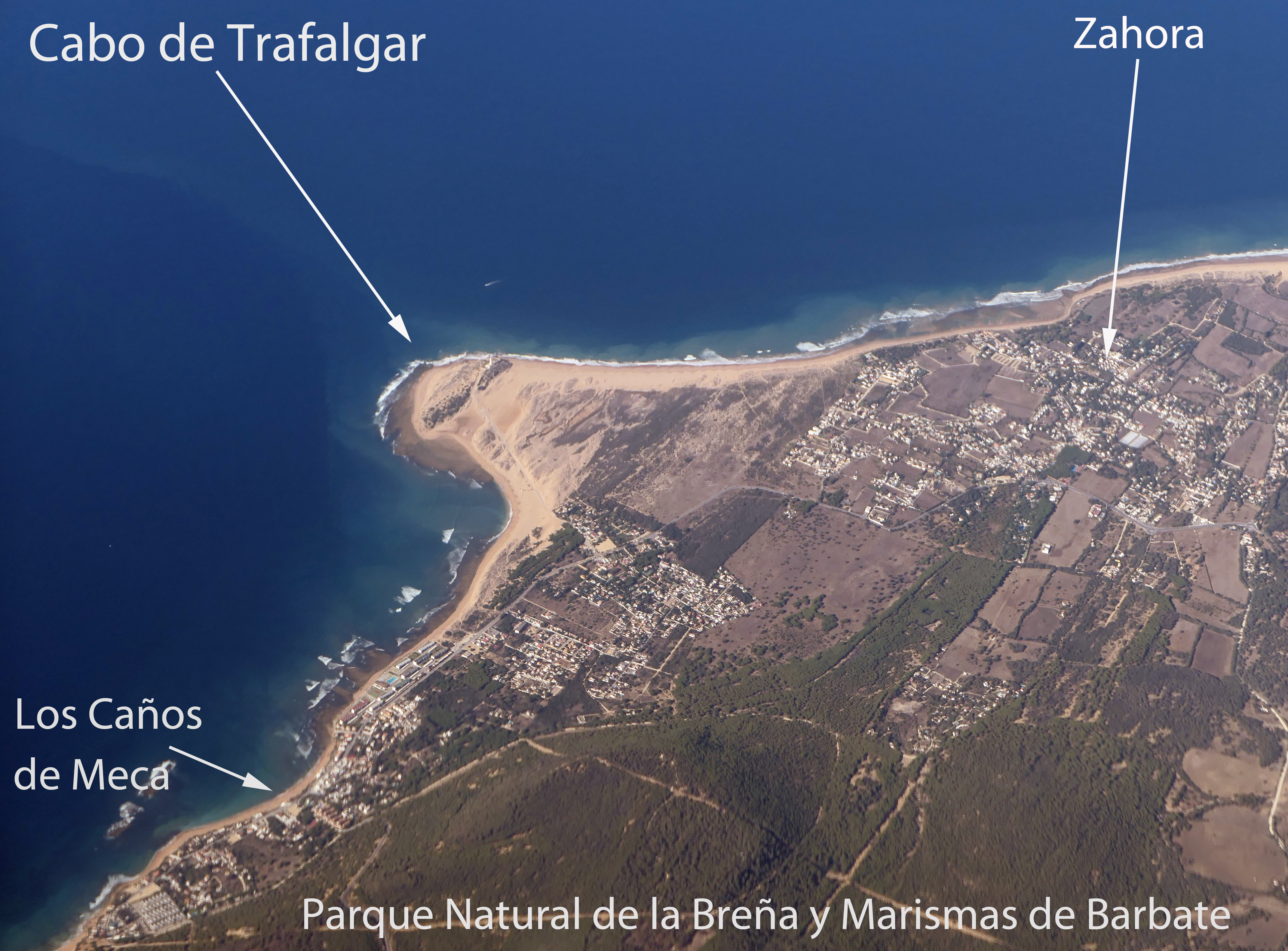
Los restos se encontraron en las dunas cercanas al cabo Trafalgar.

### Hallazgo
El complejo termal fue descubierto en mayo de 2021 por arqueólogos de la Universidad de Cádiz. Las excavaciones empezaron a realizarse a partir de una parte del muro que sobresalía unos treinta centímetros del suelo y que los investigadores supusieron que era una cetaria.
En la misma excavación se hallaron también varias cerámicas medievales que datan de los siglos XII y XIII.

### Restos
Con una antigüedad estimada de mil quinientos años, los restos de la estructura mantienen en pie casi cuatro metros de fachada con sus puertas y ventanas. Se trataba de un complejo termal que se extiende sobre una superficie de al menos dos acres. Contaba con su propio circuito de aire caliente. Los arqueólogos que la descubrieron explicaron que su estructura se encuentra en un estado de conservación «excepcional en la Península ibérica» y prácticamente intacta. Se encontraron también varias piletas de salazón.
Hasta el momento se ha constatado la presencia de varias habitaciones, probablemente con agua a distintas temperaturas.

### Tumba monumental
También se halló una tumba monumental, cuyo origen posiblemente se retraiga hasta hace cuatro mil años, en la Edad de Bronce. Esta tumba consta de una cámara funeraria de unos tres metros de diámetro, a la que se accede a través de un corredor. En la cámara se localizaron los restos de seis mujeres y una niña, cuyos orígenes aún están por determinar; así como elementos de ajuar funerarios y adornos personales. El profesor Eduardo Vijande sostiene que en el lugar «podría hallarse una necrópolis de grandes dimensiones».

### Uso
Según las hipótesis de los investigadores, las termas estaban para «dar un servicio de higiene, y de ocio a los trabajadores de las almadrabas, de las fábricas de salazones y de acuicultura de la zona».